# Камерунско-турецкие отношения
Камерунско-турецкие отношения — двусторонние отношения между Камеруном и Турцией.

## Дипломатические отношения
Первоначально отношения между Турцией и Камеруном были напряжёнными, когда президентом Камеруна являлся Ахмаду Ахиджо, при котором полиция и аппарат безопасности использовались для устранения людей, которых считали его врагами. Двусторонние отношения значительно улучшились при президенте Поле Бийе, который пытался сделать Камерун более свободным и демократическим с большей свободой слова и печати. За это время Турция помогла Камеруну в строительстве школ, что способствовало тому, что по сравнению со многими африканскими странами, в Камеруне больше детей, регулярно посещающих школьные занятия. Однако отношения ухудшились после подавления инакомыслия после попытки государственного переворота в 1984 году.
После падения цен и спроса на нефть экономика Камеруна, которая сильно зависит от экспорта нефти, вошла в стадию кризиса. К 1987 году Камерун вошёл в группу бедных стран с высокой задолженностью, что позволило получить дополнительные средства для развития экономики. Турция присоединилась к МВФ, Всемирному банку в предоставлении экономической помощи Камеруну.

## Экономические отношения
Объём торговли между двумя странами в 2018 году составил 205 млн $ (экспорт Турции — 151 млн $, импорт — 54 млн $).
Из Стамбула в Дуалу и Яунде проходят ежедневные авиарейсы.